# Radojevo
Radojevo (en serbe cyrillique : Радојево ; en hongrois : Klári ; en allemand : Klari ; en roumain : Peterda) est une localité de Serbie située dans la province autonome de Voïvodine. Elle fait partie de la municipalité de Nova Crnja dans le district du Banat central. Au recensement de 2011, elle comptait 1 059 habitants.
Radojevo est officiellement classé parmi les villages de Serbie. 

## Démographie

### Évolution historique de la population
| 1948  | 1953  | 1961  | 1971  | 1981  | 1991  | 2002  | 2011  |
| ----- | ----- | ----- | ----- | ----- | ----- | ----- | ----- |
| 2 869 | 2 915 | 2 595 | 2 230 | 1 872 | 1 588 | 1 385 | 1 059 |

|  |